# Perus flag
Perus flag består af tre felter i farverne rød, hvid og rød. Til nogle formål er landets nationalvåben placeret i midten af det hvide felt. Flaget er i forholdet 2:3.

## Historie
Perus flag stammer fra tiden omkring uafhængighedskrigen mod Spanien i 1820'erne. Det første nationalflag blev skabt i 1820 da befrielseshelten José de San Martín marcherede fra Argentina via Chile til Peru med sin Andeshær. San Martín skabte et diagonalstribet flag i farverne rød og hvid, og med våbenskjoldet i midten. Farverne rød og hvid skal efter legenden have været motiveret af synet af en flamingoflok som lettede. I marts 1822 blev et andet flag taget i brug af uafhængighedstilhængere. Dette var vandret delt i rødt over hvidt over rødt og havde tegningen af en sol i midten. Solsymbolet har forankring i inkacivilisationens øverste guddom Inti, men er også et frihedssymbol som på omtrent samme tid blev indført i Argentinas og Uruguays flag. 
Da flaget med vandrette striber mindede for meget om Spaniens flag, blev flaget ændret til lodrette farvefelter. Perus nationalflag havde nu fundet sin form, men ikke sin endelige udformning. Perus nuværende flag blev indført 25. februar 1825. Farverne fra tidligere flag blev beholdt, men solmærket blev taget ud og erstattet af en variant af nationalvåbenet. Første felt i nationalvåbenet viser en vicuña, et dyr beslægtet med lamaen og alpakaen. Andre felter viser et træ (cinchona), mens tredje felt viser et overflødighedshorn. Våbenet er omgivet af en krans af palme- og laurbærgrene. Flagets farver gives en symboltolkning, hvor hvid står for renhed og rød repræsenterer patrioternes blod. Selv om solsymbolet ikke længere er at finde i Perus nationalflag, er solmærket fortsat at finde i præsidentflaget, samt en række militære rang- og kommandoflag.

## Varianter
Som nationalflag og koffardiflag føres det rød-hvide flaget uden våben. Flaget med våben i en krans gør tjeneste som statsflag, både på land og til søs, og som krigsflag, dog med nationalvåbenet uden krans.